# Olga Kóchneva
Olga Alexándrovna Kóchneva –en ruso, Ольга Александровна Кочнева– (Dzerzhinsk, 29 de junio de 1988) es una deportista rusa que compite en esgrima, especialista en la modalidad de espada.
Participó en los Juegos Olímpicos de Río de Janeiro 2016, obteniendo una medalla de bronce en la prueba por equipos (junto con Violetta Kolobova, Liubov Shutova y Tatiana Logunova).

## Palmarés internacional
| Juegos Olímpicos | Juegos Olímpicos        | Juegos Olímpicos  | Juegos Olímpicos   |
| Año              | Lugar                   | Medalla           | Prueba             |
| ---------------- | ----------------------- | ----------------- | ------------------ |
| 2016             | Río de Janeiro (Brasil) | Medalla de bronce | Espada por equipos |